# Selenga
Pour les articles homonymes, voir Selenge.
La Selenga (en russe : Селенга) ou Selenge (en mongol : Сэлэнгэ) est une rivière de Mongolie et de Russie et, via le lac Baïkal, un affluent de l'Angara, donc un sous-affluent du fleuve Ienisseï.

## Géographie

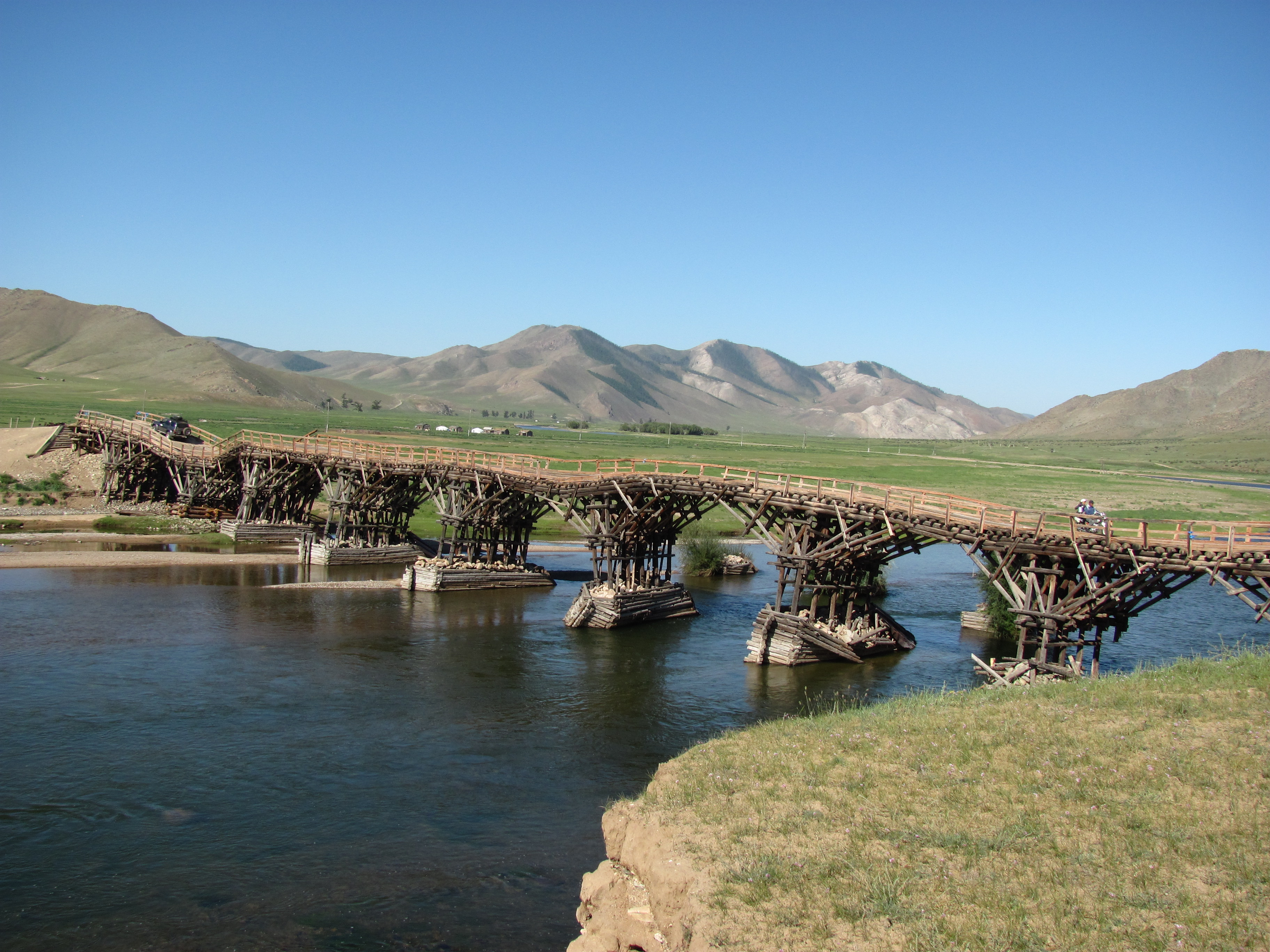
Pont de bois sur l'Ider (nom initial de la Selanga) près de Jargalant

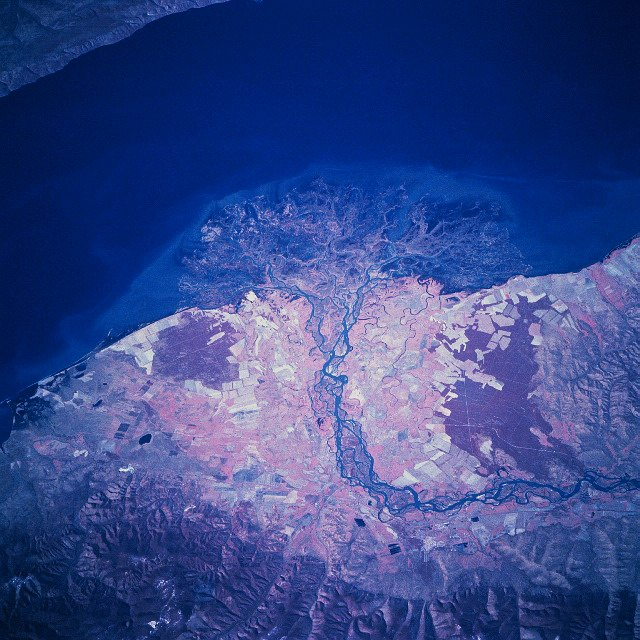
Le delta de la Selenga vu depuis l'espace (octobre 1994)

Née dans les monts Khangaï sous le nom d'Ider, elle prend son nom après sa confluence avec le Delgermörön. Elle reçoit alors l'Orkhon sur sa rive droite et se jette dans le lac Baïkal par un delta de 546 km2. Sa longueur totale est de 1 470 km, dont 452 km sous le nom d'Ider. Alors qu'à Kiakhta (frontière russo-mongole), son débit annuel moyen est de 284 mètres cubes par seconde, il se monte à 951 m3/s à Mostovoï, peu après son passage à Oulan-Oudé.
Elle est navigable d'avril à novembre jusqu'à Sükhbaatar.
Le bassin versant de la rivière a une superficie de plus ou moins 447 000 km2.

## Affluents
En Mongolie :
- Le Tchuluut (rive droite)
- Le Delgermörön (rive gauche)
- L'Eg ou Egiin Gol (rive gauche), émissaire du lac Khövsgöl
- L'Orkhon (rive droite)
  - Le Tuul (rive droite) qui baigne Oulan-Bator

En Russie (Bouriatie) :
- La Djida (rive gauche)
  - le Khamneï (rive gauche)
  - la Jeltoura (rive droite)
- Le Temnik (rive gauche)
- Le Tchikoï (rive droite)
  - L'Atsa (rive gauche)
  - La Menza (rive gauche)
  - La Katantsa (rive gauche)
    - Le Khilkotoï (rive droite)
- Le Khilok (rive droite)
  - La Bloudnaïa (rive gauche)
  - L'Oungo (rive gauche)
- L'Orongoï (rive gauche)
- L'Ouda (rive droite) qui conflue à Oulan-Oudé
  - L'Ona (rive droite)
  - Le Khoudoun (rive gauche)
  - La Kourba (rive droite)
  - La Brianka (rive gauche)
- L'Itantsa (rive droite)

## Hydrométrie - Les débits à Mostovoï

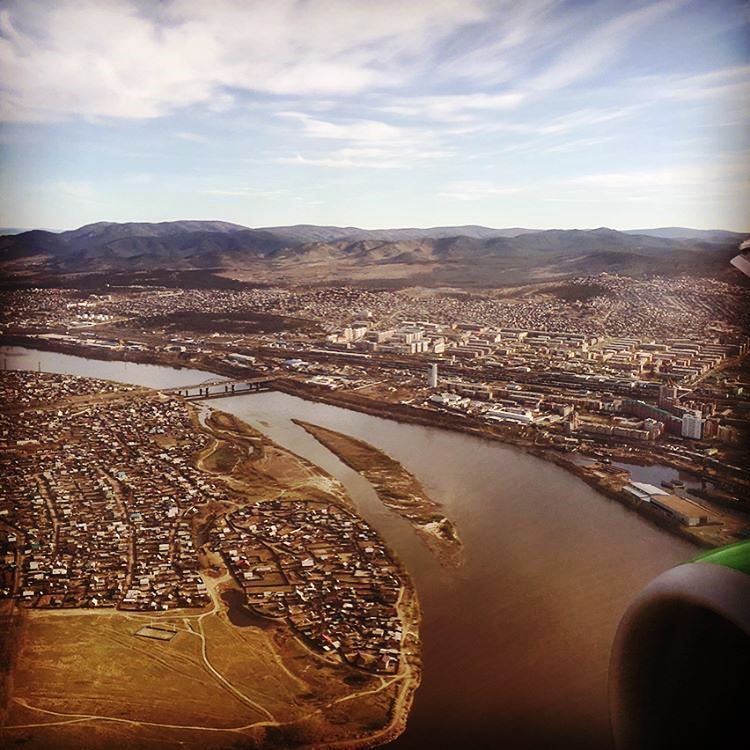
Pont routier sur la rivière Selenga à Oulan-Oudé.

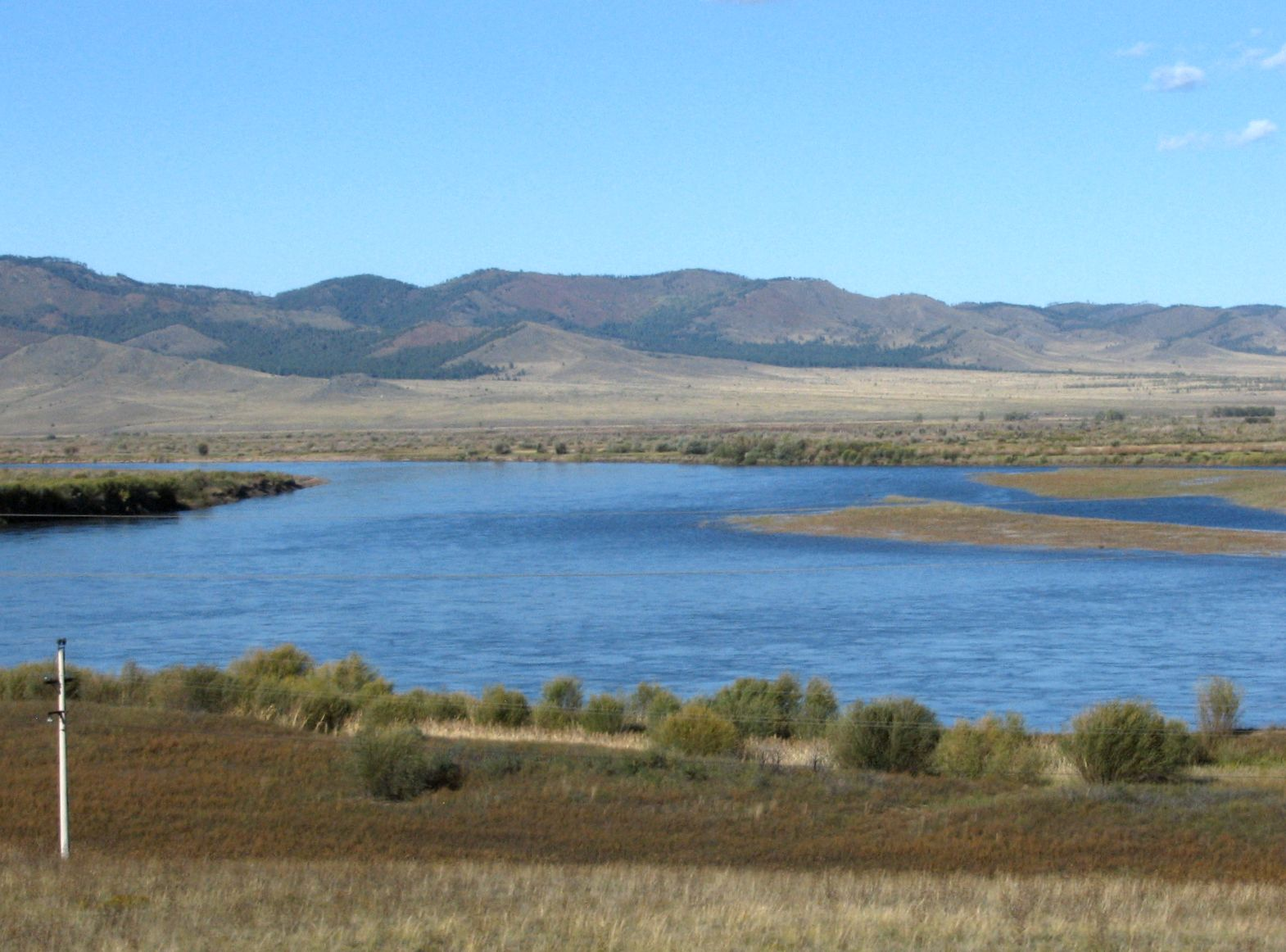
La Selenga en Mongolie, 100 à 200 km avant la frontière russe.

Le débit de la Selenga a été observé pendant 12 ans (1980-1991) à Mostovoï, localité située à une vingtaine de kilomètres en aval de la ville d'Oulan-Oudé, capitale de la Bouriatie, et à quelque 150 km de son débouché dans le lac Baïkal. 
À Mostovoï, le débit annuel moyen ou module observé sur cette période a été de 951 m3/s pour une surface prise en compte de 440 200 km2, soit la presque totalité du bassin versant.
La lame d'eau écoulée dans le bassin versant de la rivière atteint ainsi le chiffre de 68 mm/an, ce qui peut être considéré comme assez faible.
La Selenga est un cours d'eau abondant mais fort irrégulier, et qui présente deux saisons bien marquées.  
Les hautes eaux se déroulent de mai à octobre inclus. Dès le début du mois de novembre, le débit de la rivière baisse fortement, mais garde en moyenne un débit satisfaisant durant la saison des basses eaux qui a lieu de novembre à avril.
Le débit moyen mensuel observé en février (minimum d'étiage) atteint 86,5 m3/s, soit plus ou moins 25 fois moins que le débit moyen du mois d'août (2 215 m3/s), ce qui témoigne de la forte amplitude des variations saisonnières. Sur la période d'observation de 12 ans, le débit mensuel minimal a été de 34 m3/s, tandis que le débit mensuel maximal s'est élevé à 4 101 m3/s.